# Bucarde-cœur de Vénus

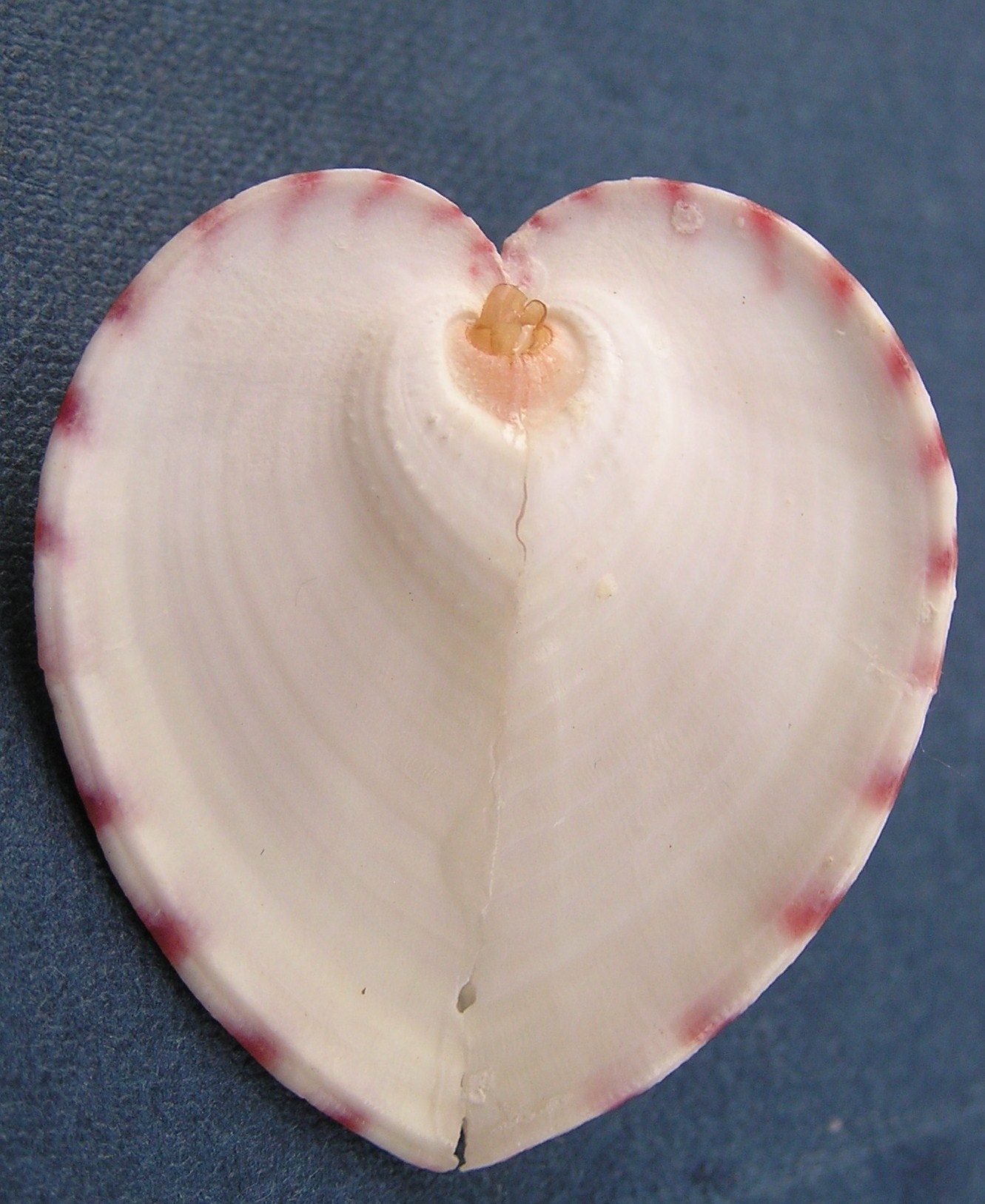
Corculum cardissa
Espèce
La bucarde-cœur de Vénus (Corculum cardissa) est une espèce de mollusques bivalves marins de la famille des Cardiidés. Elle vit dans la région Indo-Pacifique. Elle a une relation symbiotique avec des dinoflagellés (zooxanthelles) qui vivent dans ses tissus.

## Description

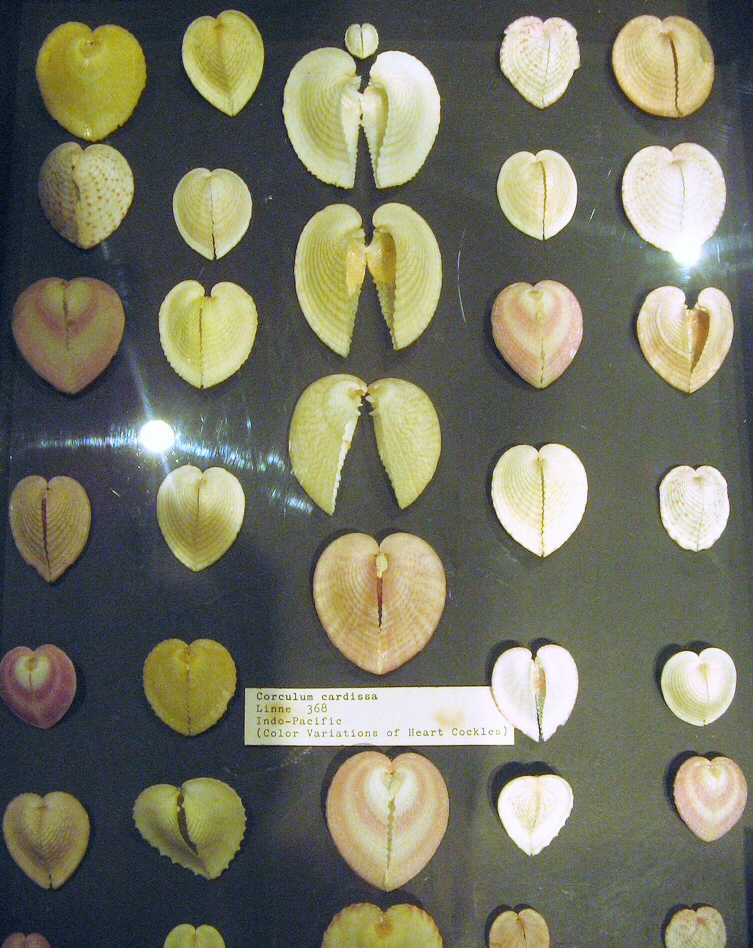
Variations chromatiques de Corculum cardissa

La bucarde-cœur de Vénus a un diamètre d'environ 5 cm.
Les deux valves de ce coquillage sont de taille inégales et souvent asymétriques. Leur forme est très variable, mais vu de dessus, le contour est à peu près en forme de cœur, expliquant son nom commun. Vue de côté la forme ressemble à la coquille d'un coques (Cerastoderma sp.). Chez certains spécimens, la valve postérieure est presque plate ou a une légère bosse. Chez d'autres, elle est plus arrondie.
La limite des valves est généralement plane mais elle est parfois un peu sinueuse. Les petites coquilles ont tendance à être allongées ; les grandes coquilles sont plus arrondies et on peut voir clairement les anneaux de croissance. La coquille est mince et translucide, en particulier la face supérieure. La valve inférieure est essentiellement une surface blanche avec un peu de régions transparentes. Les branchies et le manteau, en particulier le bas du siphon, sont de couleur brun sombre en raison de la présence d'algues microscopiques. La surface extérieure du manteau contient également des granules de pigment rougeâtre, violet et bleu.
Valve droite et gauche du même spécimen:

Valve droite
Valve gauche

## Biologie
Corculum cardissa se nourrit par filtration. Deux siphons dépassent ventralement. L'eau est aspirée par l'un et expulsée par l'autre. Le plancton et les détritus sont extraits. En même temps, l'eau passe par les branchies où l'oxygène est absorbé.

## Habitat
Corculum cardissa est souvent trouvé à la surface du sable parmi les débris de coraux et de coquilles. Il repose généralement dans un trou qu'il creuse et sa surface est souvent recouverte d'algues filamenteuses et de dépôts vaseux.

## Écologie
Corculum cardissa et certains autres membres de la famille des Cardiidae vivent en symbiose avec des dinoflagellés du genre Symbiodinium. On trouve ces derniers dans le manteau, les branchies et le foie. En réponse à la présence de Symbiodinium, une série tertiaire de tubules se développe à partir des parois du système digestif et se ramifie à travers les tissus. Ce sont dans ces tubules que l'on trouve les microalgues, ainsi séparées de l'hémolymphe par une simple couche de cellules. Les microalgues pénètrent le système par la bouche. La coquille translucide du bivalve, ainsi que sa tendance à reposer à la surface, permettent la photosynthèse dans les algues. Corculum cardissa profite ainsi des métabolites produits, et les algues d'un environnement sûr pour vivre.